# HIGH COLOR TIMES
『HIGH COLOR TIMES』（ハイ カラー タイムズ）は、Base Ball Bearのインディーズアルバム。

## 解説
- 前作『夕方ジェネレーション』から約1年4ヶ月ぶりのリリース。
- Base Ball Bearにおける、インディーズから発表した唯一のフル・アルバムである。

## 収録曲
- 全作詞・作曲:小出祐介、全編曲:Base Ball Bear
- インディーズベストアルバム「完全版「バンドBについて」」収録（#1‐#12）

1. 極彩色イマジネイション
  - メジャー5thシングル「真夏の条件」に別バージョン（「（新しいイマジネイション ver.）」）が収録されている。
2. April Mirage
  - 映画「リンダ リンダ リンダ」挿入歌。
3. 空飛願望
  - 「そらとびがんぼう」と読む[1]。
4. 向日葵の12月
5. 白雪の彼女
6. 海になりたい
  - タイトルが同曲と同じである「海になりたい part.2」が2009年リリースの3rdフルアルバム「(WHAT IS THE)LOVE & POP?」に収録されているが、曲のストーリーには関連性はない。
7. aimai memories
8. サテライト・タウンにて
  - 2016年の投票企画「君の目」では3位にランクインしたが、小出が声変わりした影響で現在はライブでは封印されている楽曲である[2]。
9. 君色の街
10. 翳ない2人
  - 「かげないふたり」と読む。
11. 彼氏彼女の関係
  - Base Ball Bearの楽曲の中では珍しく、ギター担当の小出（4人体制時代は湯浅）がワウペダルを用いて演奏する。
  - MVも存在する。メンバー4名それぞれ別撮りで撮影されたが、堀之内の出演シーンでスカイフィッシュと思われる物体が映り込んでいる[3]。
  - 2016年の投票企画「君の目」では2位にランクインした[2]。
  - メジャー3rdシングル「抱きしめたい」に別バージョン（「新しい関係 ver.」）が収録されている。
12. HIGH COLOR TIMES
  - 唄録り当日が成人の日だったため、小出は成人式に参加できなかった[4]。